# Dobó Piroska
Dobó Piroska (Pécel, 1938. november 17. – Budapest, 1986. október 5.) író, középiskolai tanár.

## Élete
1938. november 17-én született Pécelen, törvénytelen gyermekként, módos zsidó családban. Apja, Dobó Imre elismerte, s a nevére vette. Anyja, Urbán Erzsébet Dobóék cselédje volt. (Az anya 16 éves korában szülte, az apára hagyta, s végleg eltűnt Dobó Piroska életéből.) Az apát munkaszolgálatra vitték, s ekkortól a nagyanyja nevelte, aki azonban nemsokára meghalt, s így a gyermek menhelyre került. A háború után apja csak 1946-ban találta meg, s magához vette, majd megnősült, s így kiteljesedett a család, mert a mostohaanyának egy fia is volt. 1956-ban, miután bátyja disszidált, majd hamarosan mostohaanyja is meghalt, ismét ketten maradtak apjával.
Érettségi után két évig dolgozott, majd 1960-tól az Eötvös Loránd Tudományegyetem Bölcsészettudományi karán, magyar–történelem szakon folytatta tanulmányait. 1965-ben szerezte meg középiskolai tanári diplomáját. Első munkahelye a Simon Ferenc Bőripari Szakmunkásképző Intézet volt, ahol 15 évig tanított. 1980-tól a Fáy András Közlekedésgépészeti Szakközépiskolába került magyartanárként és két éven át mint igazgatóhelyettes is működött korai haláláig.
„Kitűnő pedagógus volt. Tanítványai értékelték szigorát és következetességét, kemény tartását, és hogy azt várta el tőlük, amit önmagától is megkövetelt, ezért szívesen felkeresték otthonában is. A kis lakás nagy beszélgetések és komoly jellemformáló műhely helyszíne lett.”
1972-ben a Könnyűipari Minisztériumtól „Az Oktatásügy Kiváló Dolgozója” elismerésben részesült. Az 1978. évi Pedagógus Napon a „Kiváló Pedagógus” címet és jelvényt adományozták számára.

## Munkássága
Serdülőkorától kezdve írt, főként verseket. Ismeretes egy korai, kézzel írott füzete, amelybe az 1953 és 1957 között alkotott verseit gyűjtötte Fátylak mögött címmel. 
Egyetemi évei alatt a tanulmányok mellett elsősorban verseket írt, később a novellaműfajjal is megpróbálkozott. utóbbi munkáiból csak két novellája maradt fenn, a Játék üveggolyókkal és a Kék selyemkendő címűek. Már az 1960-as években megkísérelte a regényírást is. A hagyatékából két hosszabb regénytöredék is előkerült. (Az egyik egy kézzel írott füzet, amely egy torzóban fennmaradt, valószínűleg első regényírói próbálkozását tartalmazza. A szövegnek nincs címe, és befejezetlen, az 5. fejezet elején marad abba).
Dobó Piroska a tanítás mellett írta műveit. Az első regényének kézirata Zamba munkacímmel 1977-től a kiadónál várta a sorsát, majd nyomtatásban is megjelent Alászállás (Szépirodalmi Könyvkiadó, 1980) címmel. Második regényének első változata 1970-ben készült el Amíg meghal az árnyék munkacímmel, s ezt A szembesítés címen 1982-ben adta ki a Szépirodalmi Kiadó. 
Az írónő az utolsó regényébe 1985 őszén fogott, decemberre az első 40 oldal készült el. Aztán a betegség és az azzal járó fizikai megpróbáltatások legyőzték a szellemi alkotóerejét. A készülő könyv még címet sem kapott. Dobó Piroska hosszú szenvedés után, alig egy hónappal 48. születésnapja előtt, 1986. október 5-én halt meg.

## Munkái
- Alászállás. Regény. Budapest, Szépirodalmi Könyvkiadó, 1980. ISBN 963 15 1366 1
- A szembesítés. Regény. Budapest, Szépirodalmi Könyvkiadó, 1982. ISBN 963 15 2011 0
- Néhány versét, regénykísérleteinek részleteit és a két fennmaradt novelláját, Bódis Mária szerkesztette meg, s a Magyar Elektronikus Könyvtár oldalán közzétette.
- Verseinek, novelláinak, megkezdett és kiadott műveinek kéziratait, néhány személyes iratát a Petőfi Irodalmi Múzeum őrzi.